# Kirnbach (Wolfach)
Kirnbach ist ein Stadtteil von Wolfach im Ortenaukreis in Baden-Württemberg.
Kirnbach ist eine Streusiedlung mit vielen Bauernhöfen entlang des kleinen Flusses Kirnbach.

## Gliederung
- Untertal (Altvogtshof, Faißteshof, Hasenhof, Hildadeshof, Jockeleshof, Josenbauer, Kehretleshof, Konradleshof, Krumershof, Ober- und Unterwirtshaus, Ober- und Unterwöhrleshof, Rotecke, Schillingershof, Vogtsadeshof, Vogtsjörgenhof, Winterberg),
- Obertal (Aberleshof, Hirschwirtshaus, Sägerhof),
- Grafenloch (Ritterhof, Röcklehof, Similshof),
- Rotsal (Sumhof, Feißthansenhof, Simishansenhof, Ober- und Untersteigerhof).
- Ortsteile: Am Berg, Auf der Eck, Auf der Grub, Berghansenhof, Häberleshof, Kreuzhof, Liefersberg, Morgend, Moosenmättle, Obertal, Obertal-Grafenloch, Obertal-Rotsal, Schanzhäusle, Schmittegrund, Schmittehof, Stelzersbach, Untertal, Waldhäuser.

## Geschichte
Der Name Kirnbach kommt vom mittelhochdeutschen Wort Kürn (= Mühle). Erstmals erwähnt wurde der Ort im Jahre 1275 als Kurnbach oder Kurenbach.
Kirnbach gehörte zum Herrschaftsgebiet der Herren von Hornberg.
Der Ort ging durch Heirat an den Herzog Reinhold von Urslingen und nach dessen Tod an die Linie der Geroldsecker aus Sulz. Über diese fiel Kirnbach mit dem gesamten Oberamt Hornberg an das Königreich Württemberg.
Im Grenzvertrag zwischen Württemberg und Baden, der am 2. Oktober 1810 in Paris abgeschlossen wurde, kamen mehrere „Stäbe“ des Oberamtes Hornberg, so die Gemeinde Kirnbach, die Städte Hornberg und Schiltach sowie die Gemeinde Gutach an das Großherzogtum Baden.
Der Ort war eine eigenständige Gemeinde und wurde am 1. Januar 1975 in die Stadt Wolfach eingegliedert.

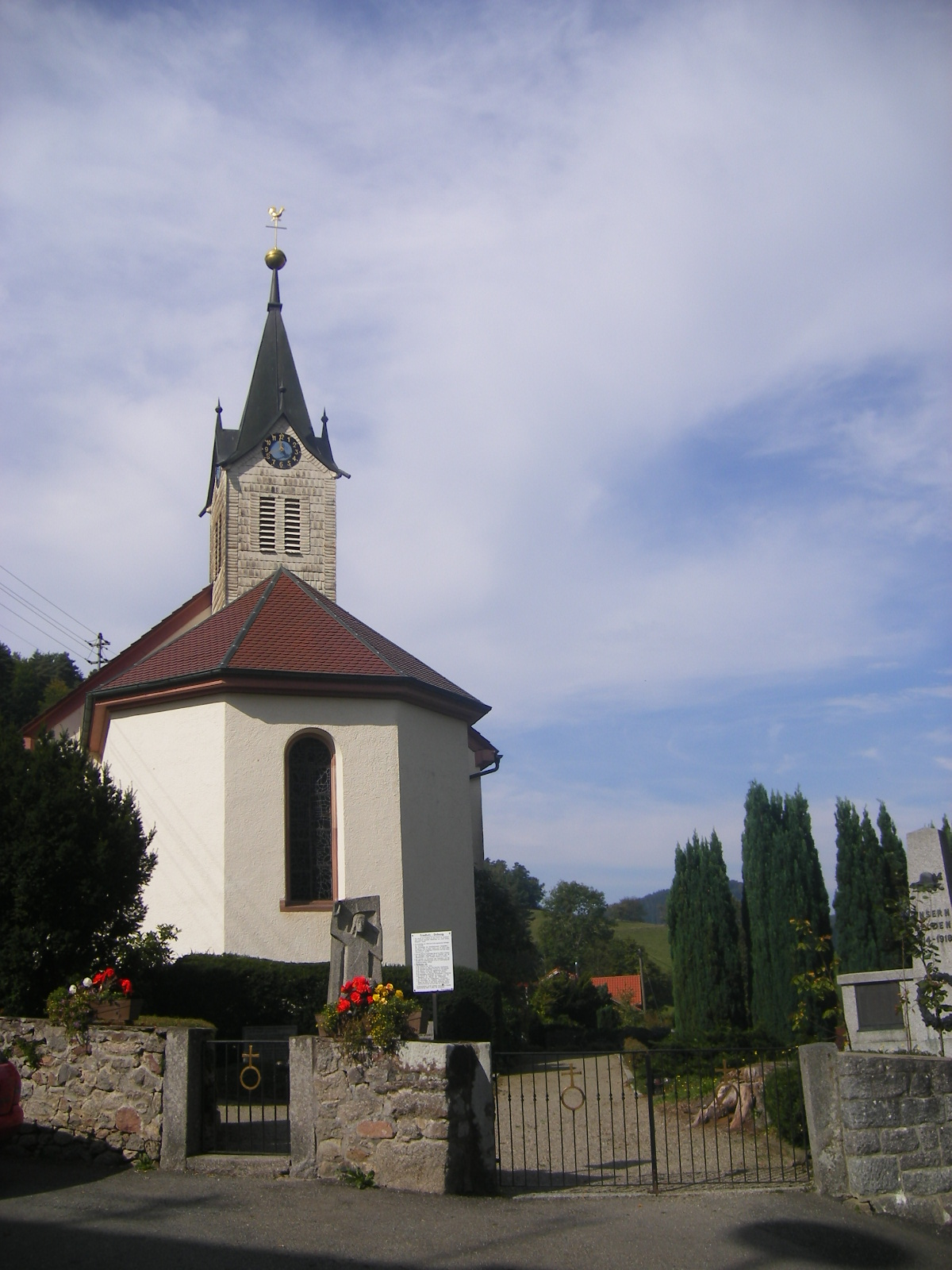
Evangelische Dorfkirche Kirnbach

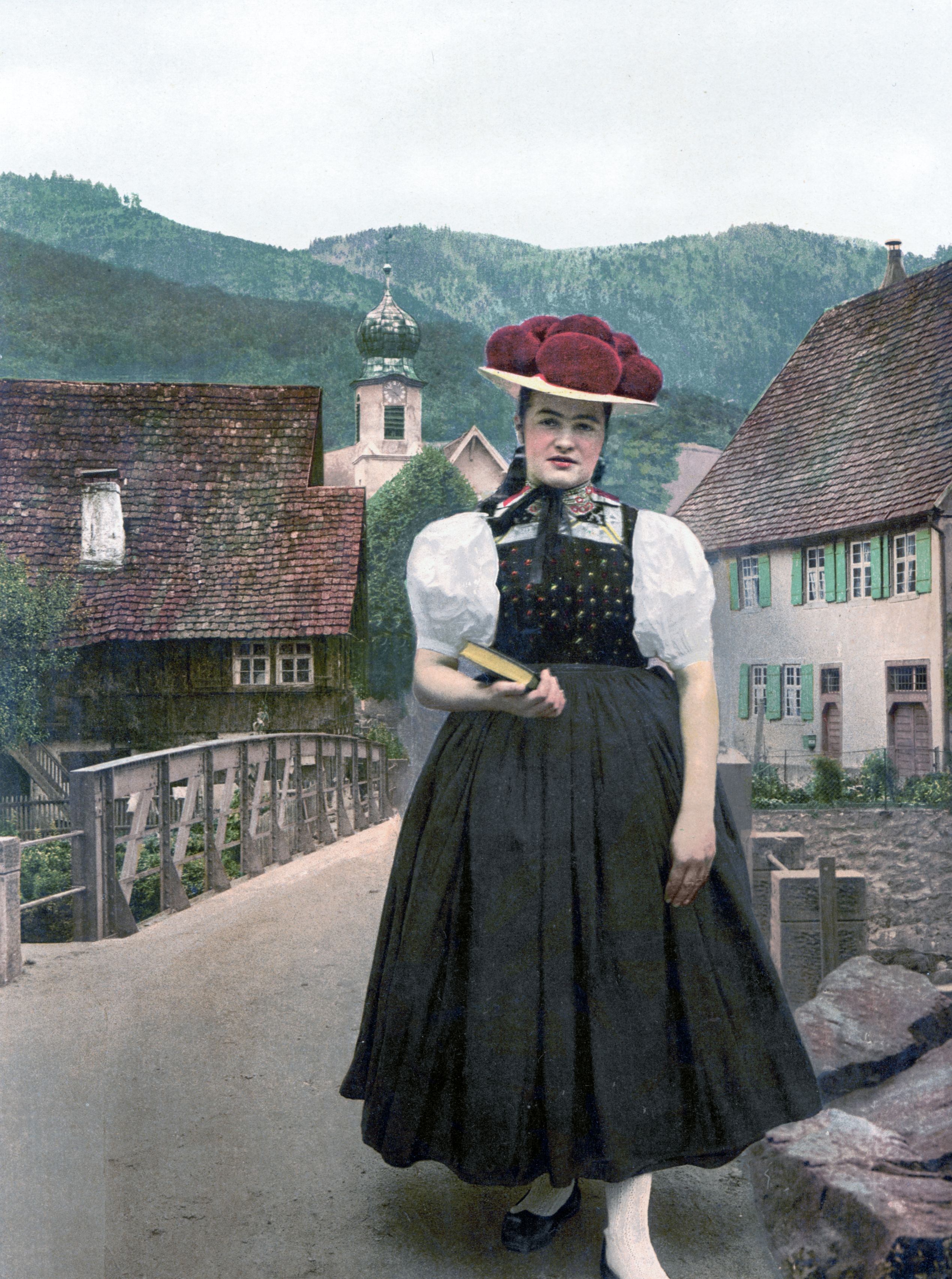
Tracht mit Bollenhut, wie sie in Kirnbach, Gutach und Reichenbach getragen wird

## Kirche
1270 wird das Dekanat Kirnbach erwähnt. Die Pfarrkirche wird erstmals 1370 genannt. 1549 wird die St. Nikolaus und unserer lieben Frau geweihte Kirche evangelisch. Im selben Jahr nimmt der erste ev. Pfarrer die Arbeit auf.
Kirnbach hat eine eigene evangelische Kirche, da es bis zur Gründung des Großherzogtums Baden zu Württemberg gehörte. Die heutige Kirche wurde 1861 erbaut. Die Überlieferung der Kirchenbücher beginnt 1704, seitdem sind sie vollständig vorhanden.

## Kultur und Brauchtum
Die berühmte Kirnbacher Tracht mit dem roten, aber auch schwarzen Bollenhut ist unter anderem im Schwarzwälder Trachtenmuseum in Haslach im Kinzigtal zu besichtigen.
Die Sing-, Tanz- und Trachtengruppe, die diese Tracht trägt, bezeichnet sich als „Kirnbacher Kurrende“.

## Vereine und Gemeinschaften
- Der Musikverein Trachtenkapelle Kirnbach e. V. wurde 1905 gegründet.
- Im Jahre 1956 gründete man den Fußballverein FC Kirnbach e. V.

## Söhne und Töchter der Gemeinde
- Theodor Griesinger (1809–1884), Schriftsteller